# الکساندر کوتسیچ
الکساندر کوتسیچ (انگلیسی: Aleksandar Kocić؛ زادهٔ ۱۸ مارس ۱۹۶۹) بازیکن سابق یوگسلاو و مربی فوتبال اهل صربستان است.
از باشگاه‌هایی که در آن بازی کرده‌است می‌توان به باشگاه فوتبال وویوودینا، باشگاه فوتبال اتنیکوس اچنا، باشگاه فوتبال امپولی، باشگاه فوتبال لوانته، باشگاه فوتبال پروجا، و باشگاه فوتبال ستاره سرخ بلگراد اشاره کرد.
وی همچنین در تیم ملی فوتبال صربستان و مونته‌نگرو بازی کرده‌است.